# Aglaophamus tepens
Aglaophamus tepens är en ringmaskart som beskrevs av Fauchald 1968. Aglaophamus tepens ingår i släktet Aglaophamus och familjen Nephtyidae. Inga underarter finns listade i Catalogue of Life.